# 登野城
登野城（日语：／ Tonoshiro），是日本冲绳县石垣市的一个地名，主要位于石垣岛的南部。同时，登野城也是一个大字的名称，邮政编码是907-0004。

## 歴史
在琉球王国时代，登野城和位于其西侧的大川一起，属于大濱間切（现在的石垣市东部一带）。1908年，伴随着岛屿町村制的施行，登野城改隶八重山郡八重山村（今八重山群岛全境）。1914年，石垣村（现今的石垣市西部）从八重山村分出，登野城改为石垣村下属的一个字。
字登野城的辖区原本直面海边。在石垣港整备完毕后，1989年，登野城渔港正式开港；同年，字登野城南面临海的部分分设八岛町，使得该大字除钓鱼岛及其附属岛屿外的部分都不再临海。

### 读音
在琉球語和日语冲绳方言中，「城」读作「グスク」（平文式罗马字：Gusuku），而石垣岛所通行的八重山方言中则读作「スク」（平文式罗马字：Suku），故而，登野城在古代时被读作「トノスク」（平文式罗马字：Tonosuku）。而在标准日语中，现行的读音是「トノシロ」（平文式罗马字：Tonoshiro）。

## 钓鱼岛及其附属岛屿
在日本行政区划中，钓鱼岛及其附属岛屿（日方称“尖阁诸岛”）曾被列入石垣市字登野城的管辖范围，作为其飞地。南小岛、北小岛、钓鱼岛（日方称“鱼钓岛”）、黄尾屿（日方称“久场岛”）、赤尾屿（日方称“大正岛”）分别被列为字登野城的2390番地至2394番地。
其中，钓鱼岛（日方称“鱼钓岛”，即石垣市字登野城2392番地）和東京都千代田区千代田（皇居所在地）和岛根县隱岐郡隱岐之島町竹島一样，成为了本籍登记中人气颇高的住所地址。有20个人将自己的住址登记为鱼钓岛，其中就包括了南西诸岛安全保障研究会副理事长奥茂治。
为表示牵制中国和表明日本维护领土的决心，石垣市提议将「尖閣」二字加入大字名，即将字「登野城」改为字「登野城尖閣」，并拟将这一议案列入2017年12月例行市议会的议程。相关消息发出之后，中华人民共和国外交部发言人耿爽表态反对。在次年的石垣市议会会议上，该提案遭到搁置，石垣市市长中山义隆表示，石垣市役所“正在努力消除事务上的错误”；而副市長漢那政弘表示，此事需要和国家方面进行协调。2019年3月，石垣市役所總務部長知念永一郎向市议会当面表示，将搁置该议案。
2020年6月，石垣市议会再次提出更名议案，擬更名為“登野城尖閣”。2020年6月9日，釣魚台教育協會、台灣釣魚台光復會、中華保釣協會共同發起，台灣十多個團體聚集於日本台灣交流協會臺北事務所前，抗議石垣市意圖更改釣魚台列嶼之名稱；這是台灣漁民首次到日本台灣交流協會臺北事務所前抗議。2020年6月22日，日本沖繩縣石垣市議會表決通過，確定將「登野城」變更為「登野城尖閣」，並於同年10月1日施行。